# MC Pipokinha
Doroth Helena de Sousa Alves (Forquilhinha ou Tubarão, 17 de agosto de 1998) mais conhecida pelo seu nome artístico MC Pipokinha, é uma cantora, compositora, dançarina e influenciadora digital brasileira. Tornou-se especialmente conhecida pelas letras e atuações de forte conteúdo sexual, em particular depois de ter recebido sexo oral de uma fã no palco durante um concerto. MC Pipokinha denomina-se a Rainha da Putaria, sendo habitualmente conhecida no Brasil por esse apelido.

## Biografia
De acordo com entrevista para o portal g1, Dorothy Helena nasceu em Forquilhinha, sendo criada em Capivari de Baixo, no sul de Santa Catarina, como filha adotiva de uma família mórmon. Outras fontes apontam o local de nascimento como sendo a cidade de Tubarão, no mesmo estado. Segundo a própria, sua mãe só deixava tocar em casa músicas religiosas. Segundo ela, a família tinha que orar várias vezes por dia e, à noite, ler as escrituras sagradas, o Livro de Mórmon. Apesar disso, Pipokinha diz acreditar na religião e que a comunidade mórmon foi boa para ela.
Após surgirem fotos de Pipokinha grávida aos 16 anos, fontes próximas confirmaram que a cantora tem uma filha. O pouco que se sabe sobre a criança é que mora com os avós no interior de Santa Catarina, que a mãe a visita com frequência e que ela é fruto de um relacionamento da compositora e de um namorado da época.
Em 2019, se mudou para São Paulo sem casa, dormindo de favor em casas de conhecidos, ou em bares e tabacarias quando não tinha teto. Só com um celular e roupas emprestadas, foi conhecendo pessoas do mercado, atuando como dançarina em videoclipes de funk, e acabando por ser convidada para participar do canal do YouTube do funkeiro MC KM com histórias ficcionais na periferia de São Paulo. Nesse mesmo momento, idealizou a "MC Pipokinha" como personagem, de acordo com a mesma, é "uma menina que gosta muito de dar a perereca e é rica. Ela não precisa de macho para ganhar dinheiro, é independente financeira e sexualmente, sem medo de 'levantar a bandeira' e dizer 'Eu sou piranha.'"

## Carreira
Em 2020, MC Pipokinha iniciou sua carreira musical e rapidamente alcançou grande repercussão entre o público, destacando-se no cenário musical por cantar letras ousadas e vocais agressivos ao som das batidas estouradas do funk ousadia. Desde então, a ascensão meteórica de MC Pipokinha tem sido atribuída às letras picantes e coreografias ousadas, designando-se a si própria como "Rainha da Putaria", com músicas como "Cai em Cima do Cogumelo", com 1,6 milhões de visualizações no YouTube, em novembro de 2021.

MC Pipokinha no videoclipe "Índio", rodeada de figurantes não-indígenas, usando adereços sem relação com a cultura indígena brasileira.

Em agosto de 2021, lançou a música "Índio", juntamente com MC Nerak. A música acabou sendo removida em novembro do mesmo ano, após uma denúncia de racismo contra indígenas feita pela rapper Kaê Guajajara. Kaê denunciou a letra da música, que recorre a estereótipos atribuídos ao modo de falar indígena, como "mim quer" e "mim vai tomar", assim como o teor sexual igualmente relacionado a estereótipos associados à cultura indígena. O próprio título remete para a designação dada aos povos originários quando os colonizadores chegaram ao Brasil, hoje considerada de teor pejorativo. Kaê denuncia igualmente o fato do videoclipe utilizar pessoas brancas e negras fantasiadas de indígenas e com rostos pintados, usando tanga, cocar e saiote feitos de penas e folhas secas, assim como tiaras e vestidos sem relação com a cultura indígena brasileira que pretendia representar, assinalando que o racismo não se exerce apenas contra a população negra do Brasil. Do mesmo modo, para Célia Xakriabá, professora e mestre em desenvolvimento sustentável, a música é um desrespeito às mulheres indígenas do Brasil. Quando foi retirado do ar, o vídeo tinha cerca de 85 mil visualizações. Após a repercussão das críticas à música, o Instagram da funkeira chegou a ficar fora do ar por algum tempo. A música e o vídeo de MC Pipokinha e MC Nerak têm sido considerados um exemplo do racismo prevalente no século XXI contra indígenas e da sua animalização com fins sexuais, em particular da mulher indígena brasileira.
Em 2022, contava com milhares de seguidores no Instagram, a cantora viralizando nas redes sociais, principalmente no TikTok, onde começou-se a apontar que esse se tornou um retrato da nova geração de ídolos da geração Z. Com o sucesso, Pipokinha assinou contrato com a produtora de funk paulista Novo Império. Atualmente, é empresariada por Wagner Magalhães, experiente em fenômenos no funk, o qual dirigiu a carreira de MC Fioti na época do megahit "Bum Bum Tam Tam". Entre as faixas de sucesso da artista, estão "Bota na Pipokinha", "Tira as Crianças da Sala", "Eu Sou a Pipokinha" entre muitos outros, que já somam mais de 11 milhões de visualizações no YouTube, e alcançando um número de 2,4 milhões de ouvintes mensais no Spotify.

## Imagem pública

### Danças sexuais em palco

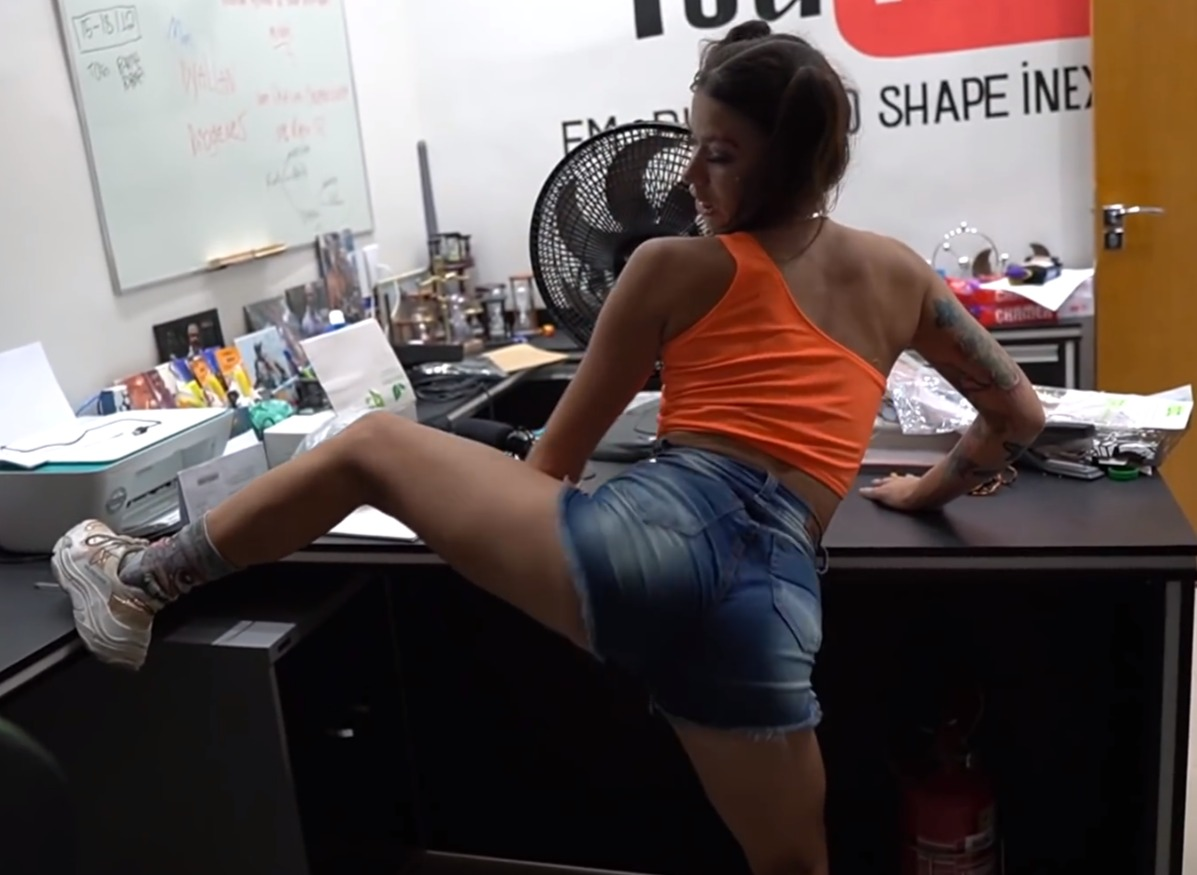
MC Pipokinha fazendo uma dança erótica, em 2021

Os shows da cantora são conhecidos pelas cenas de violência sexual consentida, com seus dançarinos pegando os fãs que se habilitam a participar, jogam para cima e para baixo, e dão tapas e golpes pélvicos. Em janeiro de 2023, durante uma das "danças sensuais", uma fã foi nocauteada pelo chute de um dos bailarinos de Pipokinha, ficando desacordada e tendo que ser socorrida.

### Assédio emshowse falas machistas
No mesmo mês, durante um concerto, foi atacada por homens que a apalparam e a tentaram despir, após jogar-se do palco sobre a plateia numa tentativa de interação com o público. Em um vídeo do evento, é possível ver MC Pipokinha seminua, aos ombros de um segurança, atacada por homens dos quais aparentemente tentava se defender. O vídeo causou grande repúdio nas redes sociais, sobretudo pela forma aparentemente assediante e não consensual como o episódio ocorreu. Apesar de confirmar em um podcast que algumas das agressões não foram consentidas, e que inclusive bateu com o microfone em um homem que tentou lhe tirar a calcinha, MC Pipokinha minimizou o incidente, afirmando que assédio "é a coisa mais normal que existe", e que o importante é a pessoa saber se defender, e que quem "não sabe lidar com o assédio, então não use roupa curta", afirmando ainda que não se importa que os fãs a vejam nua nem que a apalpem desde que peçam educadamente. No mesmo podcast, classificou as mulheres que têm filhos de diferentes relacionamentos de piranhas: "Sua mãe teve três filhos, com três homens diferentes e ela é guerreira e eu sou a piranha? Ah, tá bom, então". Os posicionamentos flagrantemente machistas de MC Pipokinha têm vindo a ser muito criticados.

### Sexo oral em palco
Em março do mesmo ano, tornou-se novamente centro de polêmicas e controvérsias ao ser compartilhado um vídeo em que recebe sexo oral de uma fã em pleno palco, durante um concerto. Uma mulher subiu ao palco enquanto MC Pipokinha estava deitada no chão, despindo-se completamente e levantando o vestido da cantora, passando então à prática de sexo oral a poucos centímetros dos fãs presentes no espetáculo. Após o ato, MC Pipokinha beijou as mamas da mulher. As letras e atuações com forte ligação ao sexo, imagem de marca da artista, têm levado a duras críticas, enquanto os fãs defendem que a artista é livre para fazer aquilo que bem entender.

### Redes sociais
Em setembro de 2022, Pipokinha teve o perfil do Instagram barrado por alegadamente veicular conteúdo solicitando material pornográfico, em violação das diretrizes da comunidade sobre propostas de cunha sexual. Em março de 2023, um tribunal de São Paulo, embora reconhecendo que a funkeira "utiliza-se de seu corpo e de sua sensualidade para impulsionar a carreira de cantora, cujas músicas, aparentemente, têm conotação sexual", considerou inválida a alegação, com base nas provas apresentadas, ordenando o Facebook ao restabelecimento imediato, sob pena de multa no valor de 50 mil reais.

### Desmerecimento aos professores
No início de 2023, MC Pipokinha decidiu abrir uma caixa de perguntas e respostas na sua conta do Instagram para interagir com os fãs. Em março, usou-a para ridicularizar e humilhar os professores, chamando-os de desocupados e desmerecendo o salário da categoria, que, segundo ela, é 35 vezes menor que aquilo que ela ganharia por meia hora de atuação em shows. Esse posicionamento da cantora levou a uma série de shows cancelados, entre os quais a presença em um festival em Natal, realizado por estudantes da Universidade Federal do Rio Grande do Norte, que consideraram as declarações como excedendo os limites do bom senso, assim como outras atuações em Cariacica, no Espírito Santo, Balneário Camboriú, em Santa Catarina, Ribeirão Preto, em São Paulo, assim como uma boate no Distrito Federal. Após os cancelamentos, a equipe jurídica da funkeira emitiu um comunicado dizendo que a sua cliente havia se expressado "de maneira dúbia", sendo "tomada de emoção" ao ler as palavras supostamente ditas sobre ela por outra mulher. A assessoria da cantora afirmou ainda que a mesma reconhece a importância da classe dos profissionais de educação, e a necessidade desta ser melhor vista e remunerada.

### Sexualização infantil emsitesadultos
Em março de 2023, foi criticada por normalizar a sexualização infantil, após o criador de conteúdo Levi Kaique divulgar vídeos de conteúdo sexual explícito em que a funkeira se apropria de elementos infantis, usando chupeta e falando com voz de bebê com um homem que chama de pai, enquanto executa cenas de teor sexual com um pênis de borracha, para um site comercial de conteúdo adulto. A situação gerou extrema revolta nas redes sociais, rapidamente chegando às 48 mil curtidas, cinco mil comentários e três mil retweets.

### Zoofilia
Em outro vídeo, divulgado na plataforma OnlyFans, MC Pipokinha, de lingerie branca, deixa que um filhote de gato lhe lamba um dos seios. A situação levou a que fosse acusada de zoofilia e maus-tratos a animais, sendo denunciada pelo delegado da Polícia Civil do Estado do Paraná e Deputado Federal Matheus Laiola, que pediu à Polícia Federal e ao Ministério Público Federal a investigação do caso, sugerindo a prisão preventiva da funkeira. A plataforma OnlyFans, onde o vídeo foi compartilhado, afirmou em nota que é contra qualquer conteúdo explícito com animais, o qual é contra a política de uso aceitável, não sendo ali permitida, e que o criador que postar esse tipo de conteúdo deverá ser imediatamente banido. Em comunicado, a assessoria da funkeira negou que esta estivesse sexualizando os gatos, seus animais de estimação.

### Sitesde conteúdo adulto

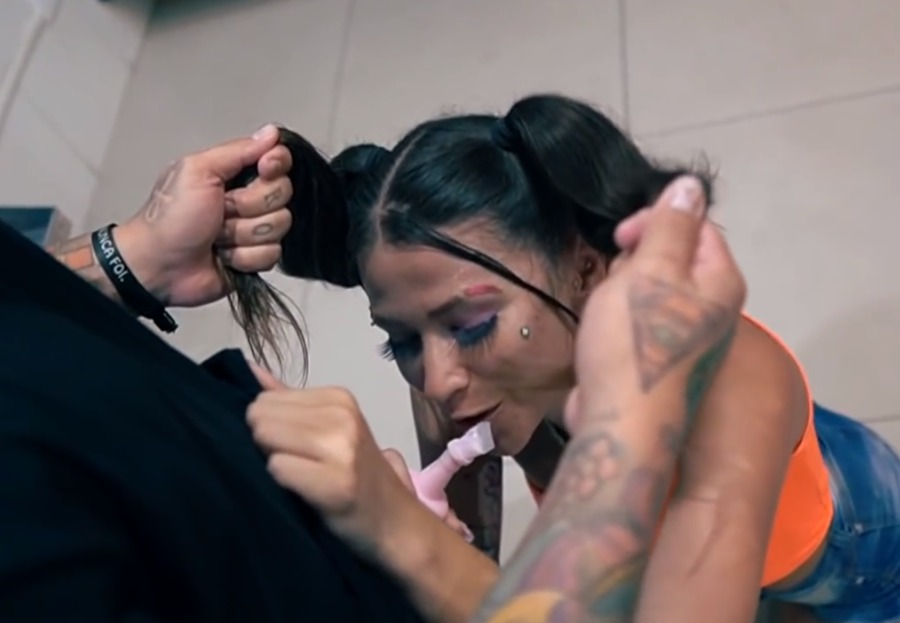
MC Pipokinha em uma de suas habituais manifestações sexuais, simulando sexo oral no influenciador digital Toguro, do reality show de YouTube Mansão Maromba.

Em 2023, durante uma entrevista ao Podcast Creators, Pipokinha revelou ter faturado mais de 500 mil reais com seu perfil na plataforma de venda de conteúdo adulto Privacy. A artista disse que entrou para a plataforma durante a pandemia de COVID-19 e como isso deu uma guinada em sua vida, pagando o silicone dos implantes e a sua primeira casa.

### Cancelamento de show em Portugal
Em julho de 2024, foi alvo de uma campanha orquestrada pelo grupo neonazista português 1143, liderado por Mário Machado, visando o cancelamento do seu show programado para 14 de agosto desse ano, que integraria a série de eventos after-hours da Fexpomalveira, no Pavilhão Multiusos da Malveira, em Portugal. Em 25 desse mês, a direção da Fexpomalveira anunciou o cancelamento nas redes sociais, justificando a decisão com “não estarem reunidas as condições para a realização do espetáculo”. A ação foi apoiada pela concelhia do partido Chega. Miguel Arruda, deputado desse partido pelos Açores na assembleia nacional, agradeceu publicamente ao grupo neonazi e ao seu líder o sucesso da iniciativa.

## Prêmios e indicações
| Ano  | Prêmio            | Categoria      | Resultado | Ref.          |
| ---- | ----------------- | -------------- | --------- | ------------- |
| 2022 | Prêmio Sobre Funk | Melhor Cantora | Venceu    | [ 44 ] [ 45 ] |